# Ross Automobile Company
Ross Automobile Company war ein US-amerikanischer Automobilhersteller.

## Unternehmensgeschichte
John L. Ross betrieb die Ross & Young Machine Company zur Teileherstellung. Im Januar 1915 kündigte er an, in die Automobilproduktion einzusteigen. Dazu gründete er im Sommer 1915 das separate Unternehmen in Detroit in Michigan. Im gleichen Jahr begann die Produktion von Automobilen. Der Markenname lautete Ross.
Ende 1916 begannen finanzielle Probleme. Neue Geldgeber verursachten weitere Probleme. Im Februar 1918 wurde das Werk an die Shipman Iron & Metal Company verkauft. Mit dem Erlös konnten alle Gläubiger bezahlt werden. In dem Jahr endete die Produktion.

## Fahrzeuge
Das erste Modell von 1915 hatte einen V8-Motor von Herschell-Spillman. Das Fahrgestell hatte 292 cm Radstand. Einziger bekannter Aufbau war ein offener Tourenwagen. Er kostete 1350 US-Dollar.
1916 wurde der Radstand auf 330 cm verlängert. Nun standen auch anderen Karosserien zur Wahl. Der Neupreis betrug 1850 Dollar.
Für 1917 sind Tourenwagen, Coupé, Limousine, Roadster, Suburban und Town Car überliefert. Zum Motor sind keine Angaben erhältlich. Im August 1917 wurde angekündigt, dass der V8-Motor durch einen Sechszylindermotor von der Continental Motors Company ersetzt wurde. Im November 1917 wurde diese Ankündigung widerrufen.